# Isidorea
Isidorea és un gènere de plantes amb flors de la família de les rubiàcies. És endèmica de les illes de Cuba i Hispaniola (República Dominicana i Haití) al Carib.

## Taxonomia
Isidorea, va ser descrit per A.Rich. ex DC. i publicat en Prodromus Systematis Naturalis Regni Vegetabilis 4: 405, 1830.

## Espècies
- Isidorea acunae (Borhidi) Borhidi
- Isidorea brachyantha Urb.
- Isidorea brachycarpa (Urb.) Aiello
- Isidorea elliptica Alain
- Isidorea gonavensis Aiello & Borhidi
- Isidorea leonardii Urb.
- Isidorea leonis Alain
- Isidorea leptantha Urb.
- Isidorea microphylla Borhidi
- Isidorea oblanceolata (Urb.) Aiello
- Isidorea ophiticola (Borhidi) Borhidi
- Isidorea pedicellaris Urb. & Ekman
- Isidorea polyneura (Urb.) Aiello
- Isidorea pungens (Lam.) B.L.Rob.
- Isidorea rheedioides Borhidi
- Isidorea tetramera Urb. & Ekman
- Isidorea veris Ekman ex Aiello & Borhidi